# 자이언트일런드
자이언트일런드(Taurotragus derbianus)는 소과 일런드영양속에 속하는 포유류 영양이다. 노천림 또는 사바나 기후 지역에서 서식한다. 1847년 존 에드워드 그레이가 처음 기술했다. 자이언트일런드는 영양 중에서 가장 큰 종으로 몸길이는 220-290cm에 이른다. 2종의 아종을 포함하고 있다. 풀이나 잎, 나뭇가지 등을 먹는 초식동물이다. 암수가 짝을 짓은 상태에서 15-25마리씩 작은 무리를 지어 생활한다. 세력권을 형성하지 않고, 큰 서식 범위 안에서 산다. 행동이 민첩하고 늘 경계를 하기 때문에 가까이 가거나 관찰하기 쉽지 않다. 포식자로부터 도망칠 때, 시속 70km 속도로 달릴 수 있다. 연중 짝짓기를 하지만, 특히 우기철에 정점에 이른다. 주로 활엽수 초원, 산림 지대, 습지에서 산다. 원산지는 카메룬과 중앙아프리카공화국, 차드, 콩고민주공화국, 기니, 말리, 세네갈 그리고 남수단 등이다. 감비아와 가나, 토고에서는 현재 멸종된 상태이고, 나이제리아와 기니비사우. 우간다는 서식 여부가 불확실하다. 국제 자연 보전 연맹(IUCN)의 보전 등급은 아종에 따라 각각 다르다. 천적은 사자, 점박이하이에나, 나일악어다. 그러나 새끼의 천적에는 치타, 표범, 아프리카들개도 포함된다.